# Gottlob Rommel Bauunternehmung
Die Gottlob Rommel Bauunternehmung ist ein nationales mittelständisches Bauunternehmen mit Sitz in Stuttgart.

## Geschichte
Das Unternehmen wurde 1901 von Gottlob Rommel sen. gegründet. Im Jahr 1933 übergab er die Firma an seinen Sohn Gottlob Rommel jun. und Wilhelm Keller. Das Bauunternehmen nannte sich von hier ab Rommel & Keller – Unternehmung für Hoch- und Tiefbau.
1956 trennten sich Rommel und Keller und der Betrieb wurde unter der Bezeichnung Bauunternehmung Gottlob Rommel weitergeführt. Eberhard Rommel trat 1972 ein und leitete ab 1977, nach dem Tod von Gottlob Rommel jun., das Unternehmen.
Seit 1976 betrieb Rommel schon Schlüsselfertigbau als Generalunternehmer, doch erst 1985 wurde die Rommel-SF-Bau GmbH & Co. KG gegründet. Im Jahr 1990 wurde das Produktionsprogramm um die Erstellung von Tiefbauvorhaben, Kläranlagen, Überlaufbecken und Wasserbehältern erweitert. Im gleichen Jahr wurde eine Abteilung Umbau und Renovierung sowie eine Abteilung Beton- und Mauerwerkinstandsetzung errichtet.
1992 hatte das Unternehmen sein erstes Bauvorhaben im schlüsselfertigen Gewerbebau inne, darauf folgte 1993 der Einstieg als GU in die schlüsselfertige Altbaumodernisierung. 1994 begann das Unternehmen mit dem Aufbau einer Niederlassung in Dresden.
2000 wurde die Esslinger Firma Gerhard Rybinski Bau-Unternehmung GmbH & Co. KG übernommen. 2001 wurde die 1994 gegründete Niederlassung in Dresden in die Rommel Dresden GmbH & Co.KG Bauunternehmung überführt.